# ماري إتش. هربرت
ماري إتش. هربرت (بالإنجليزية: Mary H. Herbert)‏ (1957، أوهايو في الولايات المتحدة)؛ كاتِبة، مؤلفة وروائية أمريكية.